# Валишевский, Зыгмунт
Зы́гмунт Валише́вский (пол. Zygmunt Waliszewski; 1 декабря 1897, Санкт-Петербург — 5 октября 1936, Краков) — польский художник и рисовальщик, входил в художественную группу капистов.

## Жизнь и творчество

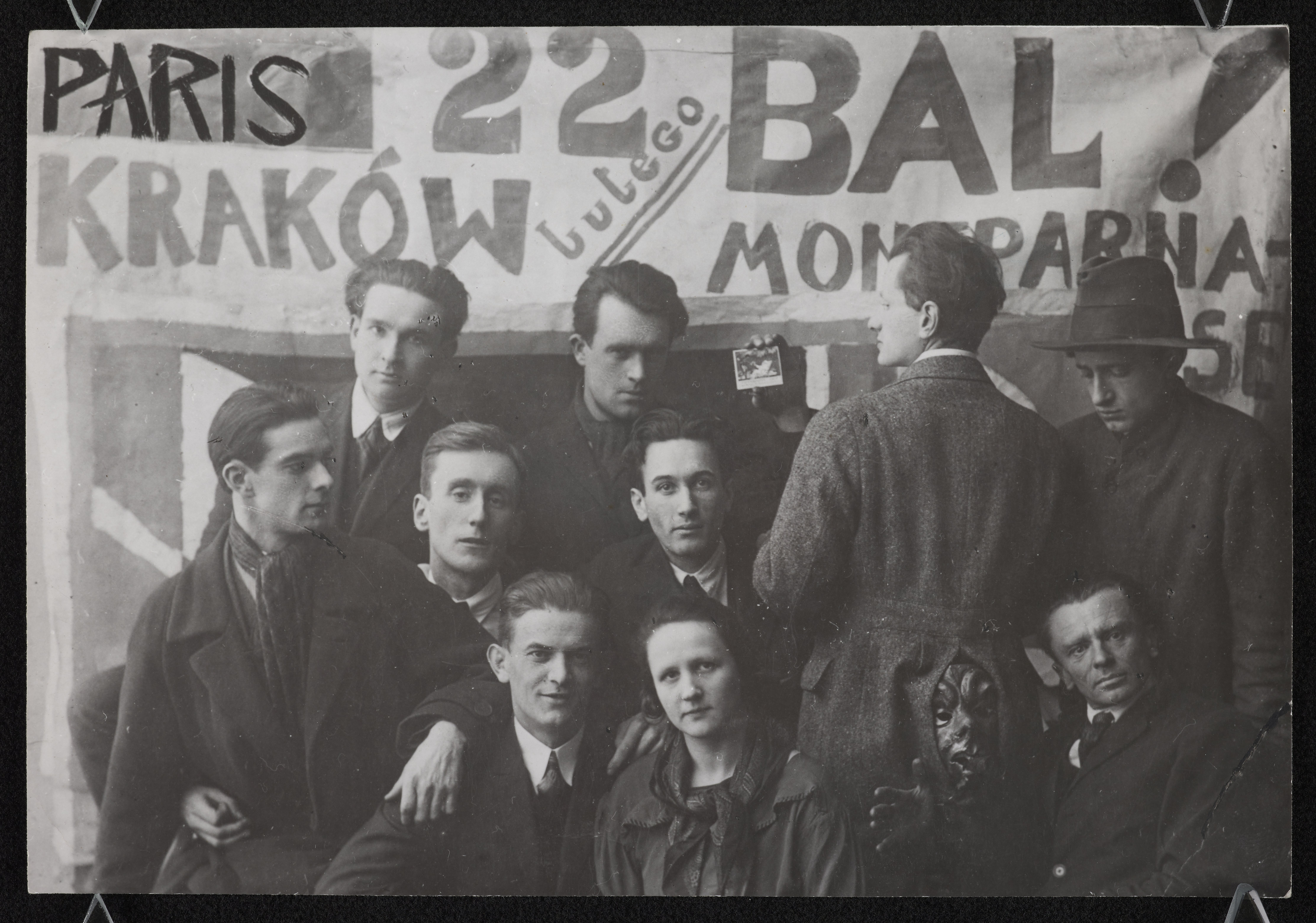
«Парижский комитет» в 1925 r. внизу в центре — Ханна Рудцка и Ян Цыбис (слева), Юзеф Чапский (второй ряд в центре), Артур Нахт-Самборский (второй ряд, третий слева), Зигмунт Валишевский (сидит, крайний справа), Пётр Потворовский, Юзеф Ярема

Зыгмунт Валишевский начинал заниматься живописью ещё в детстве в 1907 году, в Грузии, у Николая Склифосовского. В 11-летнем возрасте он участвовал в художественной выставке «Волшебное детство».
Во время Первой мировой войны служил в русской армии.
Поселившись в Москве, был близок к движению Мир искусства.
В 1920 году уехал в Польшу и с 1921 года учился в краковской Академии изящных искусств у Войцеха Вейса и Юзефа Панкевича.
В 1924—1931 годах жил в Париже.

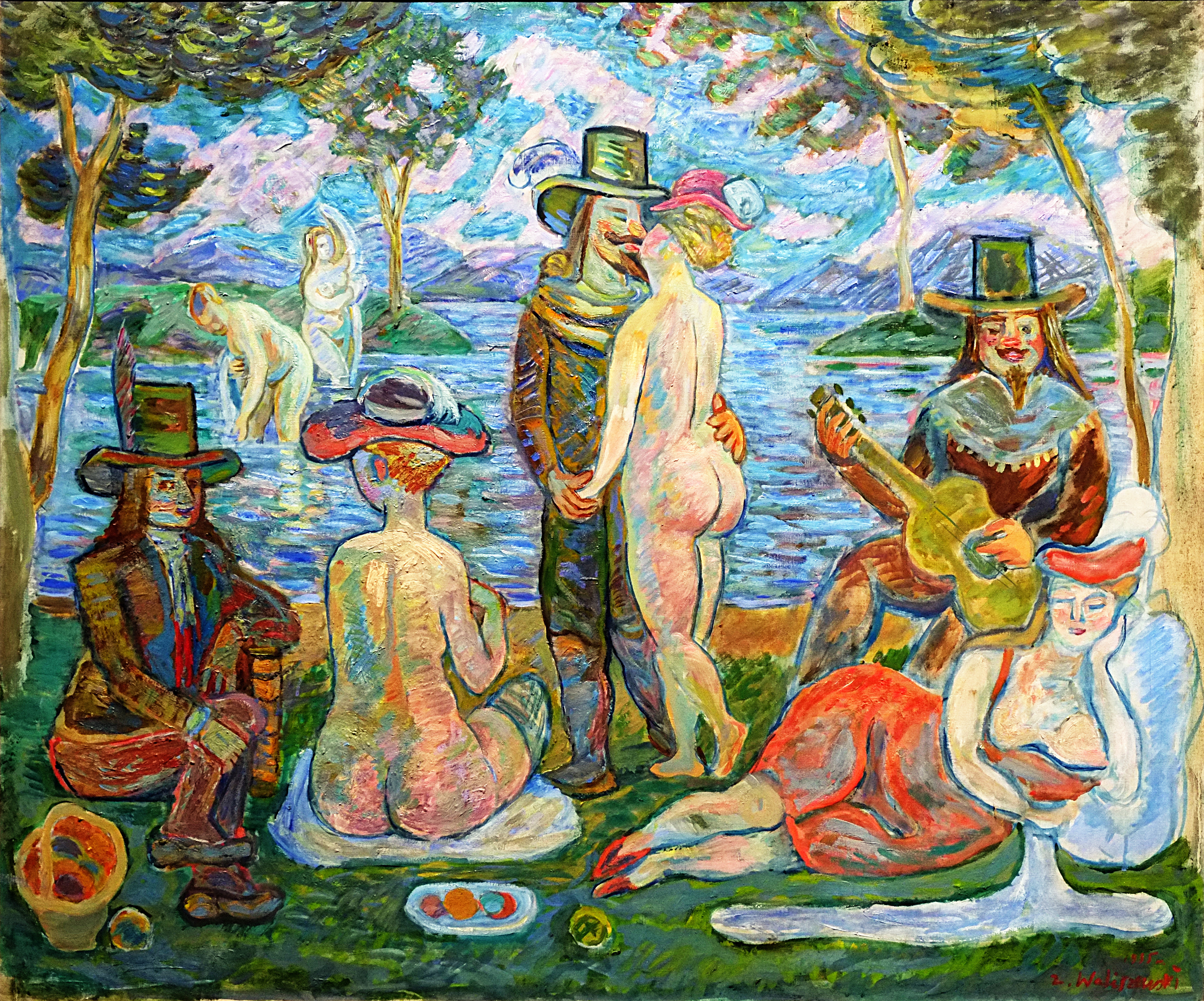
«Остров любви»

В 1930 году художник участвовал в выставке капистов в парижской галерее Зак. В том же году он неизлечимо заболел болезнью Бюргера (Endangiitis obliterans), одной из форм васкулита. Ему ампутировали ноги, угрожала также ампутация рук.
В 1931 году Валишевский возвратился в Польшу, жил в Варшаве и Кракове. В 1933 году женился.
Несмотря на болезнь, продолжал рисовать. В 1935—1936 годах занимался реставрационными работами в Вавеле. В 1936 году выполнил сценическое оформление оперы Перголези «Служанка-госпожа».
Валишевский писал преимущественно пейзажи, натюрморты, портреты и жанровые сцены. Несмотря на короткий творческий путь и тяжёлую болезнь, художник оставил после себя много работ — радостных, ярких, полных жизни и света.
Сестра Валерия — вторая жена писателя Константина Паустовского.